# Jumbo (spellen)

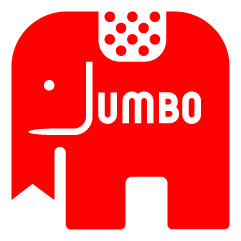
Het logo van Jumbo, een olifant

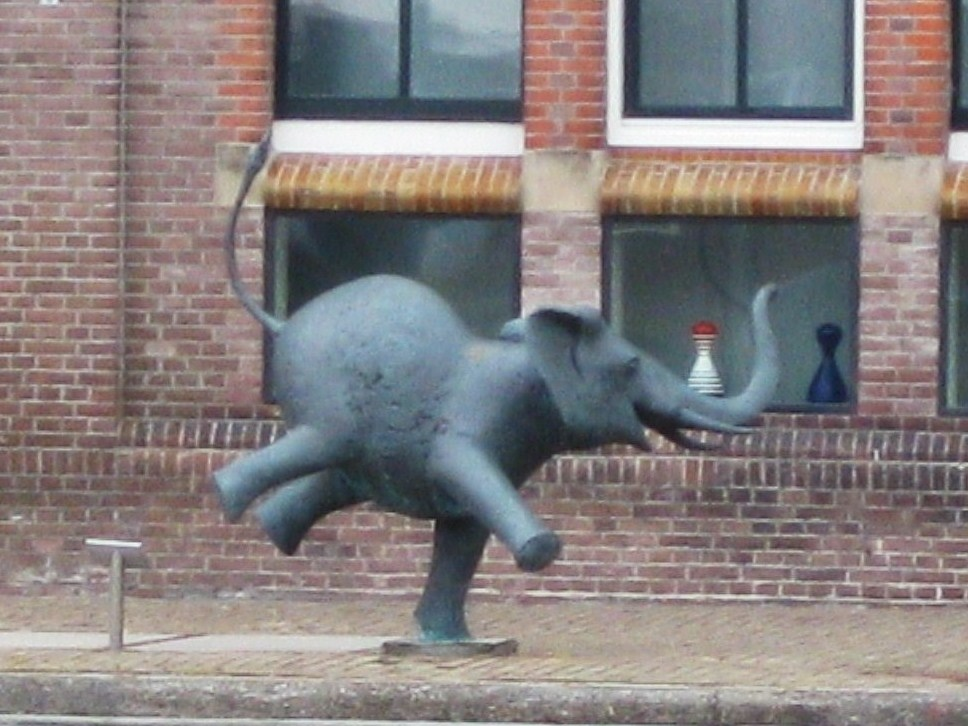
Beeld aan de Zaankant van het hoofdkantoor van Jumbo in Zaandam

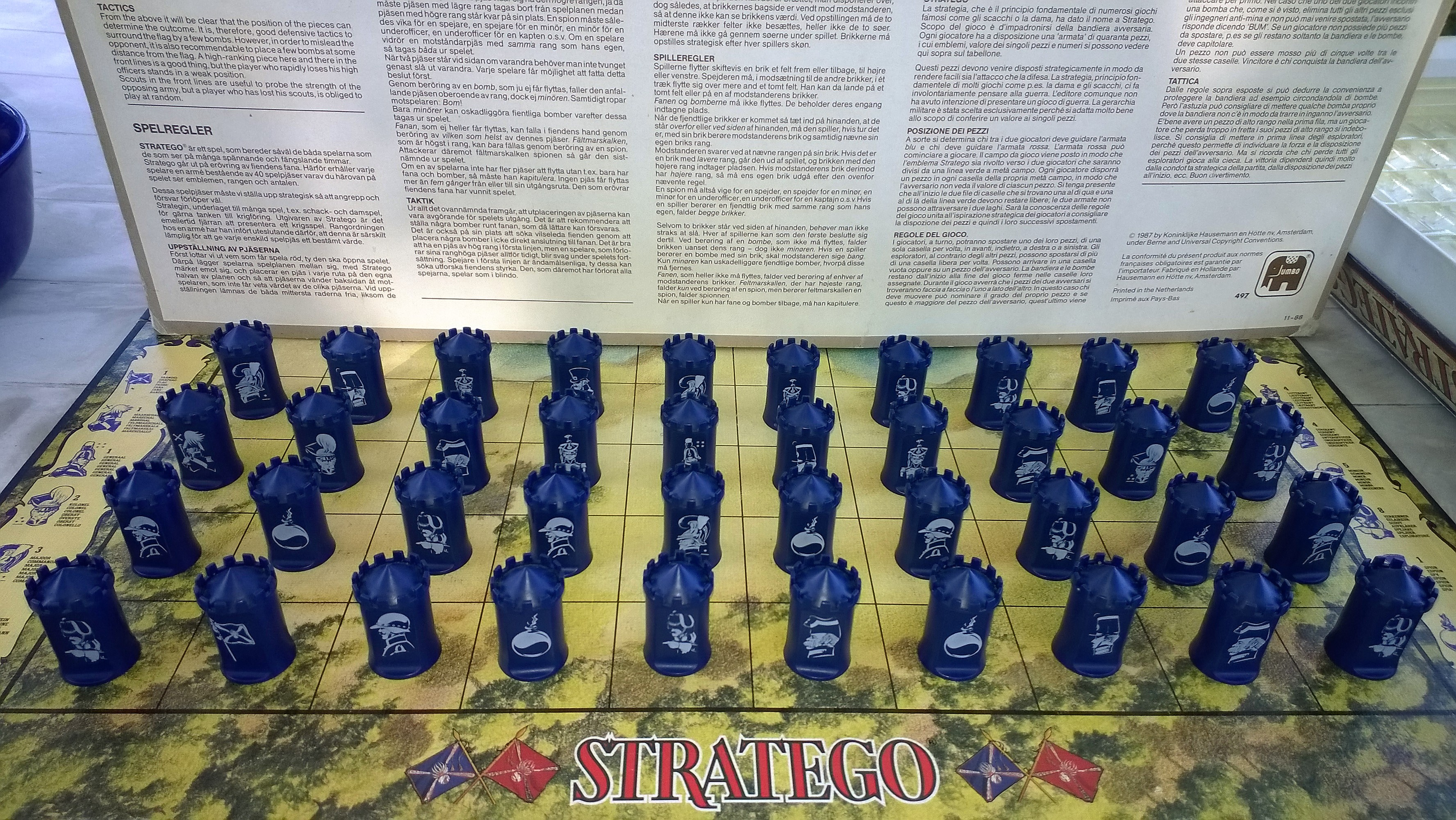
Stratego

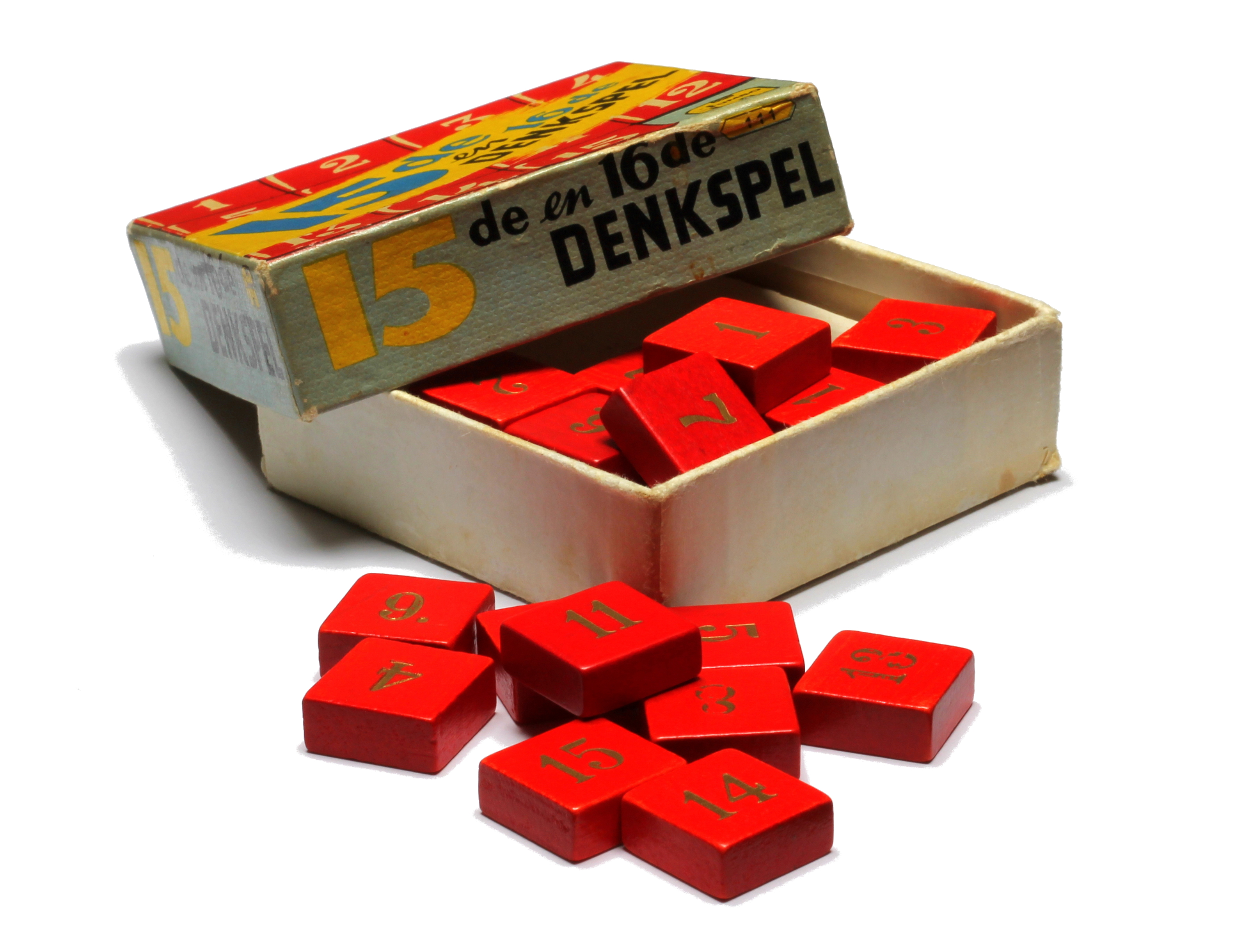
Het '15de en 16de Denkspel', een spel van Jumbo uit 1965

Koninklijke Jumbo BV is een Nederlands merk van bord- en gezelschapsspellen. Het bedrijf is gevestigd in Zaandam en heeft ongeveer 130 medewerkers.
Naast klassiekers als Stratego, Mens erger je niet! en Pim-pam-pet bestaat het assortiment onder meer uit een uitgebreide educatieve serie genaamd 'ik leer...'. Klassiekers zoals het vraag-en-antwoordspel Electro kennen een actuelere verschijningsvorm. Ook licentieproducten maken onderdeel uit van het assortiment, zoals Rubiks kubus.

## Geschiedenis

### Ontstaan
Het merk was oorspronkelijk van de spellenuitgevers en -fabrikanten Hausemann & Hötte. Engelbert Hausemann, een Duitse handelsreiziger, stichtte op 1 januari 1853 een zaak in Amsterdam, een 'Agentuur en Commissie Zaak in Kramerijen', te vergelijken met een winkel van Sinkel. De zaak floreerde, het aanvankelijke onderkomen aan het Damrak werd verruild voor de Nieuwezijds Achterburgwal en ten slotte voor de Oudeschans 72 (woonhuis) en Kromboomssloot, dat als achtergelegen pakhuis als kantoor en magazijn diende.
In 1860 kwam Wilhelm Hötte (1843), de zoon van de zuster van Engelbert Hausemann als werknemer de gelederen versterken. In 1873 stichtte hij zijn eigen bedrijf. Op 27 december 1882 besloten Hausemann en Hötte samen te gaan werken als de firma Hausemann & Hötte. Deze samenwerking duurde vijf jaar, Engelbert Hausemann trok zich op 31 december 1887 op hoge leeftijd terug. De vennootschap werd ontbonden en er werd overeengekomen dat Wilhelm Hötte het bedrijf onder de bestaande firmanaam zou voortzetten.

### 20e eeuw
Speelgoed vormde aanvankelijk een ondergeschikt deel van de Hausemann & Hötte-collectie, maar dat kwam wellicht alleen doordat er zo weinig speelgoed wás. Toen de tijden begonnen te veranderen, veranderde het speelgoed mee. Er kwam mechanisch speelgoed. In 1922 kwam met de Meccano-rage het eerste speelgoed in hun winkel. In de volgende jaren werd de speelgoedcollectie sterk uitgebreid met onder meer gummiballen van Continental Caoutchouc, poppenwagens van Heinrichmaier & Wünch, Juttapoppen van Dressel, Hohner-mondharmonica's en auto's en figuren van Lehmann.
Het eerste speelgoed dat het merk Jumbo ging voeren was het houten speelgoed dat begin jaren dertig werd geïmporteerd uit Duitsland. Het solide speelgoed luidde een nieuw tijdperk in. De oude grossierderij was niet opgewassen tegen de stroom van heel goedkope artikelen die na de crisisjaren vanuit Japan Europa overspoelde. De handel in kramerijen stagneerde. De koers werd bijgesteld richting speelgoed en spellen. Inmiddels groeide het besef dat kinderen al spelende leren en dat speelgoed bijdraagt aan de opvoeding en ontwikkeling. De vraag naar goed en verantwoord speelgoed groeide. Naast het houten Jumbospeelgoed bevatte de collectie poppen in alle denkbare soorten en maten, maar ook treinen van Hornby en Dinky Toys, beide afkomstig uit de Meccanofabriek.
In 1947 verscheen het eerste foldertje met Jumbospellen. Het eerste spel op de eerste pagina was Mens erger je niet!. Andere titels uit die tijd waren: Hamertje Tik, Ganzenbord, Lotto, Pim Pam Pet, Halma en Dobbertje Duik. Naast het assortiment aan spellen waren vooral Meccano en Schuco de merken die de omzet genereerden. 
In 1956 werd Hausemann & Hötte eigenaar van een kartonnagefabriek die werd omgedoopt tot Nederlandse Spellenfabriek N.V. (NSF). Voortaan werden de spellen zelf gefabriceerd. Ook werd begonnen met de productie van puzzels, aanvankelijk 50 stukjes. Het spel Stratego werd succesvol geïntroduceerd. In de fabriek worden sinds de oprichting alle spellen van Jumbo (en onder andere Papita) geproduceerd voor geheel Europa, zoals Mens erger je niet!, Electro, Ganzenbord, Deal or No Deal en Stratego.
Naast de verkoop van 'eigen' producten werden in deze periode nog steeds artikelen geïmporteerd. In 1964 zorgde de verkoop van bijna 200.000 barbiepoppen van Mattel voor een omzetstijging van bijna 50%. Nederland was daarmee na Zweden en Frankrijk het derde barbieland in Europa. In 1968 zorgde de miniatuurautoracebaan van Carrera (ondersteund door tv-spotjes en een uitgebreide reclamecampagne) voor een nieuwe hit.
In 1978 verwierf Hausemann & Hötte het predicaat 'Koninklijk'.

### 21e eeuw
Een rage die tot 2003 voor winst zorgde was het spel Weekend Miljonairs, waarvan in enkele jaren tijd vele honderdduizenden stuks verkocht werden. Het topjaar was 2001 met een miljoen stuks. In 2003 werd de spellenfabriek overgenomen door ABN AMRO Capital. In de daaropvolgende jaren werd verlies geleden, omdat de rage voorbij was. Jumbo leverde 1600 verschillende producten, maar Weekend Miljonairs was goed voor de helft van de omzet. Inmiddels zijn er 1100 spellen geschrapt.
Sindsdien wordt het spelgedrag van mensen veel nauwkeuriger bijgehouden en het assortiment aangepast aan veranderende behoeften. Ook trachtte men een groter publiek te bereiken. In 2007 werd na een ingrijpende reorganisatie weer winst gemaakt. Het spel 'Knibbel, Knabbel, Knuisje' was ditmaal de grote winstmaker.
De reorganisatie betekende ontslag voor 80 van de 200 medewerkers. Bovendien verhuisde men het hoofdkantoor van Amsterdam naar Zaandam, waar het zich sinds 2006 in de gerenoveerde chocoladefabriek van Verkade bevindt. De fabriek verhuisde in 2007 van Wognum naar een kleiner pand in Medemblik. Daar opende prinses Máxima op 17 oktober 2007 officieel het nieuwe pand.
Ondertussen wisselde het bedrijf enkele malen van eigenaar. In 2005 werd het verkocht aan Berk Partners en in 2007 aan handelshuis M&R De Monchy. Dit huis was al eigenaar van de Spaanse spelletjesfabriek Diset, die de Zuid-Europese markt beheerst.